# Feticismo della calza
Analogamente ad altri tipi di feticismo il feticismo della calza è una preferenza sessuale (sia da parte di un uomo che di una donna) per cui l'eccitazione sessuale è particolarmente intensa con la visione, il tatto, lo strofinamento, l'annusamento, l'uso o l'indossamento (da parte di un uomo o di una donna) di calze, giarrettiere, reggicalze, collant o calzini (da uomo o da donna).
Alcuni uomini provano eccitazione nel comprare calze di nylon e regalarle alla propria partner affinché lei le indossi a letto.
Non sempre questo feticismo è sinonimo di patologia: non bisogna infatti confondere un normale fascino per un capo di biancheria intima dalla indispensabilità di esso per il raggiungimento dell'orgasmo.